# خلیج تامبی، استرالیای جنوبی
خلیج تامبی (به انگلیسی: Tumby Bay) یک شهرک در استرالیا است که در استرالیای جنوبی واقع شده‌است.